# 상관 (성씨)
상관(上官)은 중국의 성씨이다.

## 유래
상관씨의 선조는 전국 시대 초 회왕의 아들 자란(子蘭)이다. 자란이 상관읍(上官邑)의 대부(大夫)가 된 연고로 그 자손이 지명에서 상관을 따와 성씨로 삼았다. 상관씨는 여러 차례 거주지를 이전하였고, 진나라가 통일을 이룬 뒤 상관씨 등 초나라의 여러 대성(大姓)들은 진나라에 의해 강제로 관중(關中)지역으로 이주당했다. 결과적으로 상관씨는 현재의 간쑤성 톈수이 지방에 터전을 잡았고, 그 지역의 명망있는 유력 세족이 되었다. 당나라 말에 상관씨는 다시 남쪽으로 대거 이동하여 푸젠성에 이르렀고, 그 지역에서 계속 거주하였다.

## 인물

### 고대
- 상관걸(上官桀)
- 효소황후(孝昭皇后)
- 상관의(上官儀)
- 상관완아(上官婉兒)
- 상관계(上官洎)
- 상관응(上官凝)
- 상관균(上官均)
- 상관환유(上官渙酉)
- 상관환연(上官渙然)
- 상관주(上官周)

### 근현대
- 상관윈샹(上官雲相)
- 상관즈뱌오(上官志標)